# Ortwin Rave
Ortwin Rave (* 13. Oktober 1921 in Siegen; † 15. Dezember 1992 in Münster) war ein deutscher Architekt.

## Leben
Ortwin Rave wurde als Sohn des Architekten und Denkmalpflegers Wilhelm Rave in Siegen geboren. Die Familie zog 1928 nach Münster, wo der Vater zunächst im Denkmalamt der Provinzialverwaltung tätig wurde und ab 1931 bis 1952 als westfälischer Provinzialkonservator prägend wirkte.
Nach der Schulzeit und Kriegsdienst nahm Ortwin Rave sein Architekturstudium an der Technischen Hochschule in Braunschweig auf, das er mit Diplom bei Friedrich Wilhelm Kraemer abschloss. Im Anschluss arbeitete er als Referendar bei der Deutschen Bundesbahn in Münster.
Ab 1952 fand er sich mit Harald Deilmann, Max von Hausen und Werner Ruhnau zum Architektenteam in Münster zusammen. Gemeinsam realisierten sie nach gewonnenen Wettbewerben das Stadttheater Münster und das Stadttheater Gelsenkirchen. Während Deilmann und Ruhnau im Nachgang eigene Büros gründeten, entwickelte sich zwischen Ortwin Rave und Max von Hausen ab 1959 eine lebenslange Büropartnerschaft, die bis 1987 bestand. Zahlreiche Projekte entstanden, darunter Kirchen, Wohn- und Verwaltungsbauten. Die meisten Aufträge ergingen als Direktauftrag an das Team, das gerade auch durch die behutsame Kultur des Weiterbauens hervortrat.
Die Projekte des Architektenteams zählten zu den ambitioniertesten ihrer Zeit. Tradierte Raumkonzepte wurden in Frage gestellt, neue Konstruktionen und Materialien erprobt. Die Zusammenarbeit mit Künstlern, u. a. mit Victor Bonato, Norbert Kricke, Thomas Lenk und Georg Karl Pfahler, zeichnete viele Projekte aus.
Der Kulturregion Westfalen fühlte sich Orwin Rave zeitlebens auch durch die umfangreichen bauhistorischen Forschungen des Vaters Wilhelm Rave verbunden. Der Berliner Kunsthistoriker Paul Ortwin Rave war sein Onkel.

## Werk
Im Architektenteam:
- 1954–1956: Stadttheater Münster (mit Harald Deilmann, Max von Hausen, Werner Ruhnau)
- 1956–1959: Stadttheater Gelsenkirchen (mit Max von Hausen, Werner Ruhnau)
- 1968–1971: Kleines Haus Münster (mit Max von Hausen, Werner Ruhnau)

Projekte (Auswahl) in Partnerschaft mit Max von Hausen:
Kirchen:
- 1963: katholische Kirche St. Pius in Oberhausen-Sterkrade (2011 abgerissen)[1][2]
- 1964: St.-Arnoldi-Kirche in Neuenkirchen
- 1965: Umgestaltung der Kirche St. Hippolytus in Gelsenkirchen-Horst; 1984 erneut umgestaltet
- 1965: Klosterkirche Mariengarden in Borken-Burlo
- 1967: katholische Kirche St. Bonifatius in Moers-Asberg
- 1968–1970: katholische Kirche in Groß Fullen
- 1969: katholische Kirche St. Ida in Münster (Neugestaltung des Altarraumes)
- 1970: Ev. Markus-Gemeindezentrum (heute: Andreaskirche) in Münster-Coerde (Engere Wahl)
- 1971–1974: katholische St. Thomas Morus-Kirche in Münster
- 1977: St.-Lamberti-Kirche in Münster (Umbau und Sanierung)

Bildungsbauten:
- 1959: Stadtbücherei in Oer-Erkenschwick (Deutsche Modellbücherei der Unesco)[3]
- 1963: Antropos-Institut in Sankt Augustin

Wohnbauten:
- 1958: Wohnhaus Heuveldop in Münster (Baudenkmal)
- 1965: Arnold-Janssen-Kolleg in Münster (2011 abgerissen)
- 1966–1969: Wohnhaus Galen in Greven (Baudenkmal)
- 1972: Altenwohnheim Klarastift in Münster
- 1963–1965: Siedlung Schlesienstraße in Münster (Baudenkmal)
- 1965–1970: Siedlung Parkallee in Münster
- 1974–1976: Wohnhaus Suerbaum in Bochum

Geschäftshäuser:
- 1961: Haus Foto Eick in Emsdetten
- 1965–1967: Geschäftshaus Rincklake van Endert in Münster, Rothenburg 35

Verwaltungsbauten:
- 1958–1960: Rathaus Neubeckum[4]
- 1965: Bürogebäude Rote Erde in Münster (2011 abgerissen)
- 1972: Schmuckmanufaktur Niessing in Vreden

Städtebau:
- 1973: Strukturplan Münster–Zentrum Nord